# موزه آموزش و پروش همدان
موزهٔ آموزش و پرورش همدان یا موزه اسناد و مفاخر تربیت معلم همدان یا موزه مدرسه در سال ۱۳۹۹ شمسی در دبیرستان ابن سینا همدان افتتاح شده‌است. در این موزه، عکس و سند تاریخی با موضوع مدارس، مکتب خانه، فعالیت‌های فرهنگی و آموزشی دانش آموزان همدانی و نیز کتاب‌های درسی چاپ سنگی، سالنامه‌های مدارس، لوازم التحریر و مجلات و نشریات مربوط به آموزش وپرورش از تأسیس دارالفنون در معرض دید عموم قرار گرفته‌است. 

## بنای موزه
دبیرستان ابن سینا مربوط به دوره پهلوی اول ۱۳۶۰ ه.ق (سال ۱۲۸۴ هجری خورشیدی) است. این اثر در تاریخ ۷ اسفند ۱۳۸۶ با شمارهٔ ثبت ۲۱۶۵۴ به‌عنوان یکی از آثار ملی ایران به ثبت رسیده است.